# Rodolfo Rustichelli
Rodolfo Rustichelli (1902 – 1968) è stato un architetto italiano.

## Biografia
Si laureò presso la "La Sapienza" a Roma nella appena fondata Facoltà di Architettura, la prima istituita in Italia.
Nel 1928 partecipò alla Prima esposizione Italiana di Architettura Razionale, presentata a Roma da Gaetano Minnucci e Adalberto Libera, esponendo un progetto di "teatro verticale".
Negli anni successivi collaborò con l'architetto Clemente Busiri Vici, operando in sua vece in Egitto nel 1929 e firmando con lui nel 1937, unitamente a Andrea Busiri Vici e Arnaldo Regagioli, il progetto vincitore per la costruzione dell'Istituto Luce.
Alla fine degli anni cinquanta fece parte del gruppo di lavoro che elaborò il progetto architettonico ed urbanistico di Sorgane, città satellite di Firenze, realizzando inoltre numerosi padiglioni nel giardino dell’Ospedale di Villa Albani ad Anzio.